# Sobór laterański V
Sobór laterański V – sobór powszechny Kościoła katolickiego, który obradował w latach 1512–1517.

Cristoforo Marcello, In quarta Lateranensis Concilii sessione habita oratio, 1513

Zwołany został przez papieża Juliusza II w 1512 r., w odpowiedzi na zwołany samowolnie przez część niezadowolonych kardynałów sobór w Pizie w 1511 r. Sobór w Pizie popierał król Francji Ludwik XII i cesarz Maksymilian I Habsburg. Papież szybko zawiesił jego obrady i wezwał kardynałów do stawienia się na Lateranie.
Uroczyste otwarcie jego obrad nastąpiło 3 maja 1512. W soborze udział wzięło 15 kardynałów, 10 arcybiskupów, 56 biskupów, wielu opatów i generałów zakonów. Sobór zbierał się na 12 sesjach - od 1513 r. już pod przewodnictwem nowego papieża Leona X. Na 9. sesji papież wydał 4 dekrety:
- poddano stosowanie zastawów lombardowych ścisłej kontroli kościelnej,
- potępiono nadużycia dyscypliny kościelnej przez duchownych,
- zakazano druku książek bez zezwolenia władzy duchownej swojej diecezji pod karą ekskomuniki,
- potwierdzono konkordat z Francją.

Sobór zezwolił na wybieranie dziesięciny przez 3 lata przez każde państwo na cel wojny z Turcją.

## Krytyka soboru
Treść tej sekcji może nie być zgodna z zasadami neutralnego punktu widzenia.
 Po wyeliminowaniu niedoskonałości należy usunąć szablon [[Szablon:Dopracować|]] z tej sekcji.
Sobór ten uważany jest za typowe dla papiestwa tamtego okresu działanie pozorne, mające na celu uspokojenie nastrojów koncyliarystów. Najsurowiej oceniane jest ponowienie przez Leona X bulli Unam Sanctam oraz fałszowanie przez papieża zarówno wersetów Pisma Świętego, jak i historii. Leon X zawarł w konstytucji Pastor aeternus stwierdzenie, że wcześniejsze sobory pokornie błagały papieża o zatwierdzenie uchwalonych dekretów, odnosząc je do soborów powszechnych w Nicei (325 r.), Efezie (430 r.), Chalcedonie (451 r.), Konstantynopolu (680 r.), oraz do soboru nicejskiego II (787 r.).
Z kolei historyk von Dollinger nazywa konstytucję Pastor aeternus dokumentem, który w całej historii Kościoła nie ma sobie równych pod względem dalekosiężnych skutków. Już w 7 miesięcy po zamknięciu soboru miało miejsce wystąpienie Marcina Lutra.